# Roberto Torres (cantant)
Roberto Torres (Güines, 10 de febrer de 1940) és un músic, compositor, cantant i productor cubà, originari del poble de Güines. És considerat un dels més grans experts en història de la música cubana. Emigrat als Estats Units el 1959 arran de la revolució, hi ha desenvolupat una llarga carrera en grups com l'Orquestra Broadway, la Sonora Matancera o l'orquestra de José Fajardo. El seu primer gran èxit com a solista fou El caminante, però el que l'ha fet més conegut és la seva interpretació de la cançó Caballo Viejo del compositor veneçolà Simón Diaz. El 1978 va fundar la discogràfica SAR, amb l'objectiu de difondre la música afrocubana (feta o no a Cuba) menys contaminada per la influència nord-americana.